# Giampiero Medri
Gian Piero „Giampiero“ Medri (* 17. März 1909 in Mailand; † 28. Februar 1997 ebenda) war ein italienischer Eishockeyspieler und -trainer.

## Karriere
Medri spielte als Aktiver im Zeitraum von mindestens 1933 bis 1934 beim HC Milano in der Serie A1. Mit den Mailändern gewann der Nationalspieler zwei Mal die italienische Meisterschaft. International lief Medri für sein Heimatland Italien bei den Weltmeisterschaften 1933 und 1934 auf. Insgesamt bestritt Medri fünf WM-Spiele für Italien, in denen er punkt- und straflos blieb. Für die Olympischen Winterspiele 1936 stand er als Cheftrainer der Azzurri hinter der Bande.

## Erfolge und Auszeichnungen
- 1933 Italienischer Meister mit dem HC Milano
- 1934 Italienischer Meister mit dem HC Milano